# Ultimate Six
Ultimate Six (русск. Совершенная шестёрка) — ограниченная серия комиксов компании Marvel Comics и кроссовер между Человеком-пауком и Алтимейтс. Здесь впервые появляется Ultimate версия Зловещей шестёрки. Серия была создана сценаристом Брайаном Майклом Бендисом и художником Тревором Хэйрсине.

## История публикаций
Действие разворачивается после событий Ultimate Spider-Man #46. Хотя первоначально планировалось шесть выпусков, серия была расширена до семи.

## Сюжет
Алтимейтс захватывают Электро и Крэйвена-Охотника и помещают в особую тюрьму, находящуюся под Трискелионом, наряду с Норманом Озборном, Отто Октавиусом и Флинтом Марко. Ник Фьюри сообщает пятерым пленникам, что они были задержаны, так как подвергли себя незаконному генетическому эксперименту. Он обещает снисхождение, в обмен на сотрудничество. Норман Озборн считает, что вскоре их будет не пять, а шесть.
Отто Октавиус решает пойти на сотрудничество. Его приводят в лабораторию, где находятся его металлические щупальца. Благодаря своей телепатической связи с ними, он убивает часть агентов, а затем освобождает других четверых заключённых.
Ник Фьюри, опасаясь за то, что Озборн навестит Питера Паркера, эвакуирует его. Он просит его о помощи, поскольку Человек-Паук раннее победил каждого из пятёрки суперзлодеев по отдельности. Между тем Норман Озборн звонит начальнику администрации президента США в отношении Ника Фьюри.
Президент отчитывает Ника Фьюри в отношении Нормана Озборна, который шантажирует правительство. норман Озборн потребовал сто миллионов долларов, свою компанию, возврат сына, амнистию для его четверых сообщников, а также ареста Ника Фьюри. Ник Фьюри призывает на помощь Алтимейтс, в то время как пятеро суперзлодеев атакуют Трискелион.
Щ.И.Т. берёт Мэй Паркер, тётю Питера Паркера под защиту, в то время как ник Фьюри и Алтимейтс возвращаются в Трискелион. Пятеро суперзлодеев похищают Человека-Паука и связывают его. В ярости, Крэйвен-Охотник атакует Человека-Паука, но его останавливает Отто Октавиус. Норман Озборн говорит Питеру паркеру, что он — величайшее дело его жизни и утверждает, что они будут действовать заодно. Если же Питер Паркер откажется, то он убьёт его близких. Зловещая Шестёрка атакует Белый дом, однако прибывают Алтимейтс.
Зловещая Шестёрка и Алтимейтс начинают своё сражение. Капитан Америка говорит Питеру Паркеру, что его тётя Мэй в полной безопасности, отчего тот перестаёт сражаться против супергероев. После этого Капитан Америка начинает сражение с Зелёным Гоблином, однако появляется сын Нормана Озборна — Гарри.
В то время как Гарри Озборн просит своего отца прекратить свои действия, Алтимейтс побеждают остальных четверых суперзлодеев, а затем и самого Нормана Озборна. Гарри Озборн клянётся отомстить им за то, что они сделали с его отцом. Все пятеро преступников возвращаются в тюрьму. Питер Паркер воссоединяется со своей тётей Мэй. Вскоре Капитан Америка и Ник Фьюри приходят к мнению, что следующая война будет генетической. Роджерс считает, что во всех войнах виноваты политики.

## Персонажи
- Алтимейтс:
  - Ник Фьюри: глава международной антитеррористической организации Щ.И.Т..
  - Капитан Америка: член Алтимейтс и первый человек, которому была введена сыворотка суперсолдата.
  - Железный человек: член Алтимейтс, мультимиллиардер.
  - Тор: член Алтимейтс, асгардский бог.
  - Оса: член Алтимейтс, жена Хэнка Пима.
  - Соколиный глаз: член Алтимейтс, агент Щ. И. Т.а.
  - Чёрная вдова (Marvel Comics): член Алтимейтс.
- Хэнк Пим: бывший член Алтимейтс, учёный. Был серьёзно ранен во время побега Зловещей Шестёрки.
- Зловещая шестёрка:
  - Зелёный гоблин: мультимиллиардер, учёный, пытавшийся воссоздать сыворотку суперсолдата, в результате чего превратился в монстра. Он мечтает отомстить Нику Фьюри.
  - Доктор Осьминог: в прошлом гениальный учёный. Организовал побег из тюрьмы благодаря щупальцам, которые он может телепатически контролировать.
  - Электро: суперзлодей, который был подвергнут генетическому эксперименту Хаммер Индастриз.
  - Песочный человек: суперзлодей, который был подвергнут генетическому эксперименту Хаммер Индастриз.
  - Крейвен-охотник: австралийский телеведущий, подвергнувший себя незаконному генетическому эксперименту, дабы отомстить Человеку-пауку.
  - Человек-паук: молодой супергерой, который был вынужден присоединиться к Зловещей Шестёрке, чтобы спасти тётю Мэй. Узнав, что ей ничего не угрожает, перешёл на сторону Алтимейтс.
- Другие персонажи:
  - Шэрон Картер: агент Щ. И. Т.а.
  - Джимми Ву: агент Щ. И. Т.а.
  - Мэй Паркер: тётя Питера Паркера.

## Коллекционные издания
Серия была издана в бумажной обложке:
- Ultimate Spider-Man Volume 9: Ultimate Six (включающий Ultimate Six #1—7 и Ultimate Spider-Man # 46; 208 страниц, июнь 2004, ISBN 0-7851-1312-6).

А также в твёрдой обложке, в которой собраны Ultimate Spider-Man Volume 9: Ultimate Six и Ultimate Spider-Man Volume 10: Hollywood:
- Ultimate Spider-Man Volume 5 (включающий Ultimate Six #1—7 и Ultimate Spider-Man #46, 54—59; 352 страницы, ноябрь 2004, ISBN 0-7851-1401-7).